# Otto Schütt
Otto Schütt (* 6. September 1886 in Flensburg; † 11. Juli 1970 ebenda) war ein deutscher Historiker und Archivar.

## Leben
Der Sohn des Lehrers und Rektors Friedrich Schütt studierte an den Universitäten Freiburg, Göttingen und Kiel. Am Ersten Weltkrieg nahm Schütt als Soldat teil. 1919 wurde er bei Friedrich Kauffmann in Kiel promoviert. Als Lehrer unterrichtete er in Kiel, Plön, Oldesloe und Flensburg. 1919 wurde er beauftragt, die Ausstellung „Flensburger Akten- und Urkundensprache im 14., 15. und 16. Jahrhundert“ im Städtischen Museum in Flensburg vorzubereiten. 1935 wurde Schütt Mitarbeiter des Stadtarchivars Fritz Graef. Nach dessen plötzlichem Tod übernahm Schütt 1937 selbst die Leitung des Stadtarchivs Flensburg. Während seiner Amtszeit musste er zwölfmal mit dem Archiv umziehen, die wertvollsten Bestände wurden im Zweiten Weltkrieg nach Heilbronn ausgelagert. 1957 übergab er das Stadtarchiv an seinen Sohn Hans-Friedrich Schütt.

## Schriften (Auswahl)
- Die Geschichte der Schriftsprache im ehemaligen Amt und in der Stadt Flensburg bis 1650. Flensburg 1919, OCLC 230719552.
  - Die Geschichte der Schriftsprache im ehemaligen Amt und in der Stadt Flensburg bis 1650. Kiel 1920.
- Flensburger Akten- und Urkundensprache im 14., 15. und 16. Jahrhundert. Ausstellung der Dokumente im Kunstgewerbemuseum. Flensburg 1919, OCLC 247879357.
- Das Vermögen einer wohlhabenden Flensburgerin um die Mitte des 16. Jahrhunderts. In: Die Heimat. Monatsschrift für schleswig-holsteinische Heimatforschung und Volkstumspflege. Bd. 48 (1938), Heft 8, August 1938, S. 225–230 (Digitalisat).
- „Der Stadt Flensborg olde Willkoer“. Rechtssatzungen des Rates der Stadt Flensburg um 1400. Flensburg 1960, OCLC 832349476.
- mit Siegfried John: Geschichte der Industrie- und Handelskammer zu Flensburg. Flensburg 1964, OCLC 247436797.